# 2815 Soma
2815 Soma este un asteroid din centura principală, descoperit pe 15 septembrie 1982 de Edward Bowell.